# Anučina
Anučina (in russo: Анучина; in giapponese: 秋勇留島 Akijuri-to) è la più meridionale del gruppo delle isole Chabomai e di tutte le isole Curili che amministrativamente appartengono al Južno-Kuril'skij rajon dell'oblast' di Sachalin, in Russia, ma sono, insieme a Iturup, Kunašir e Šikotan, rivendicate dal Giappone. L'isola ha preso il suo nome dal geografo e antropologo russo Dmitrij Nikolaevič Anučin.

## Geografia
L'isola ha una superficie di 3 km², con un'altezza massima di 33 m; fa parte del territorio della Riserva naturale delle Curili (Курильский государственный природный заповедник).
Anučina si trova 6 km a sud-ovest dell'isola di Jurij e circa 13 km a est di capo Nosappu, l'estrema punta orientale della penisola di Nemuro, sull'isola giapponese di Hokkaidō.